# Seconda guerra anglo-maratha
La seconda guerra anglo-maratha (1803–1805) fu la seconda delle tre guerre anglo-maratha combattute tra la Compagnia britannica delle Indie Orientali e l'Impero maratha, in India.

## Antefatto
Gli Inglesi che avevano supportato il fuggitivo Peshwa Raghunathrao nella prima guerra anglo-maratha, continuarono a sostenere suo figlio, Bajirao II. Per quanto egli non fosse di coraggio pari a suo padre, era noto per la sua capacità di "tendere tranelli e intrighi". Assieme al suo preteso "atteggiamento crudele", Bajirao II provocò ben presto inimicizia con Malhar Rao Holkar, facendo uccidere uno dei parenti di quest'ultimo.
Dopo la caduta di Mysore nel 1799–1800, i Maratha furono la principale potenza dell'India al di fuori del controllo britannico. L'Impero maratha in quel tempo era composto da una Confederazione di cinque capi principali: il Peshwa (Primo ministro) nella capitale di Pune, i Gaekwad di Baroda, la dinastia Scindia, che governava Gwalior, il gruppo Holkar, insediato a Indore, e i Bhonsale, di Nagpur. I capi maratha erano anche in lotta interna tra loro. Arthur Wellesley, I duca di Wellington, aveva offerto ripetutamente un trattato al Peshwa e agli Scindia, ma Nana Fadnavis aveva rifiutato decisamente questa possibilità.
Nell'ottobre del 1802, gli eserciti combinati di Peshwa Bajirao II e Scindia furono sconfitti da Yashwantrao Holkar, regnante di Indore, nella Battaglia di Pune. Bajirao chiese la protezione britannica e nel dicembre di quello stesso anno fu concluso il Trattato di Bassein con la Compagnia britannica delle Indie Orientali, cedendo il territorio sotto la protezione britannica. Il trattato divenne il "nodo scorsoio della Confederazione Maratha."

## La guerra

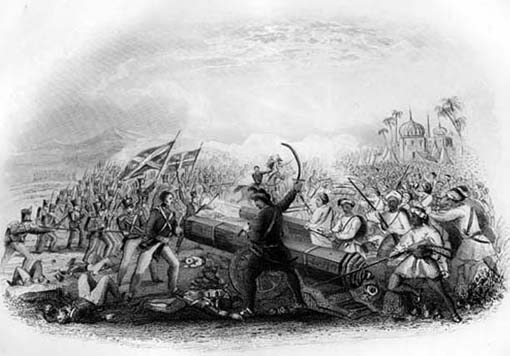
La Battaglia di Assaye dove il 1º battaglione dell'8º reggimento di fanteria indigena carica una postazione di artiglieria, guidato dal capitano Hugh Macintosh

Questo atto da parte del Peshwa, loro signore nominale, disgustò i capi maratha; in particolare i governanti Scindia di Gwalior e quelli di Nagpur e Berar contestarono fortemente questo accordo.
La strategia britannica includeva l'idea di Wellesley di assicurare alla Gran Bretagna il controllo dell'Altopiano del Deccan, Lake avrebbe conquistato il Doāb indo-gangetico e poi Delhi. Powell sarebbe entrato a Bundelkhand, Murray avrebbe preso Badoch e Harcourt avrebbe neutralizzato il Bihar. I Britannici avevano a loro disposizione 53 000 uomini per portare a compimento i loro obbiettivi..
Nel settembre del 1803, le forze degli Scindia persero contro Lord Gerard Lake nella battaglia di Delhi e contro Arthur Wellesley ad Assaye. Il 18 ottobre, le forze britanniche presero la pettah del Forte Asirgarh con la perdita di due soli uomini e cinque feriti. La guarnigione del Forte successivamente si arrese dopo il ventunesimo attacco e di fronte a batterie d'artiglieria nemiche poste contro le antiche mura della città. Nel novembre di quello stesso anno, Lake sconfisse altre forze scindia a Laswari, seguite dalla vittoria di Wellesley sulle forze dei Bhonsale a Argaon (attuale Adgaon) il 29 novembre 1803. Gli Holkar di Indore costrinsero quindi i Britannici a concludere la pace. Wellesley, inviato a sconfiggere Napoleone a Waterloo dirà in seguito che Assaye, in quanto scontro militare, era stato addirittura più difficile di Waterloo stessa.

## Conclusione
Il 17 dicembre 1803, Raghoji II Bhonsale di Nagpur siglò il Trattato di Deogaon ad Odisha con i Britannici dopo la battaglia di Argaon e cedette la provincia di Cuttack (che includeva anche la parte costiera di Odisha, lo Stato principesco di Odisha, il porto di Balasore e parti dei distretti di Midnapore nel Bengala occidentale) alla Gran Bretagna.
Il 30 dicembre 1803, Daulat Scindia siglò il Trattato di Surji-Anjangaon con i Britannici dopo la Battaglia di Assaye e quella di Laswari e cedette loro anche Rohtak, Gurgaon, Ganges-Jumna Doab, la regione di Delhi-Agra, parti del Bundelkhand, Broach, e alcuni distretti del Gujarat oltre al forte di Ahmmadnagar.
I Britannici avviarono le ostilità contro Yashwantrao Holkar il 6 aprile 1804. Il trattato di Rajghat, siglato il 24 dicembre 1805, costrinse Holkar a rinunciare a Tonk, Rampura e a Bundi.

## Media
G. A. Henty, At the Point of the Bayonet: A Tale of the Mahratta War, London, 1902. - fiction storica che descrive la guerra